# Supercopa Uruguaya
La Supercopa Uruguaya es una copa de carácter anual organizada por la Asociación Uruguaya de Fútbol que enfrenta a los ganadores del Torneo Intermedio y del Campeonato Uruguayo de la temporada anterior.
Su primera edición fue en 2018 donde Peñarol se coronó campeón al vencer a Nacional, convirtiéndose así en el primer equipo campeón de dicha competición. Desde ese entonces, los más ganadores de la competición son Nacional y Liverpool con 3 títulos, seguido por Peñarol con 2 títulos.

## Sistema de disputa
Se disputa antes de comenzar la nueva temporada, en un partido único, entre los campeones del Torneo Intermedio y el Campeonato Uruguayo de la temporada anterior . En caso de que el mismo equipo sea el ganador del Torneo Intermedio y del Campeonato Uruguayo, entonces su contrincante en esta Copa es el subcampeón del Torneo Intermedio.

## Historia
La Supercopa se inauguró el 26 de enero de 2018 cuando en el Estadio Centenario, Peñarol, campeón Uruguayo 2017, se coronó al vencer a Nacional, campeón del Torneo Intermedio 2017. Al año siguiente los tricolores se tomaron revancha y vencieron por penales.
En la edición 2020 Liverpool hizo historia al ser el primer club "en desarrollo" en ganar la Supercopa. El negriazul precisó del alargue para imponerse a Nacional 4-2 y obtener el título. 
Para la edición de 2022 las autoridades de la AUF se enfrentaron a un vacío legal: el reglamento establecía que la copa se debía disputar entre el Campeón Uruguayo y el ganador del Torneo Intermedio (o subcampeón, si fuese el mismo club), certamen que no se realizó en 2021 (debido a la pandemia de covid19). Ante la insistencia de Peñarol por disputar el torneo, se manejaron las alternativas de Nacional como vicecampeón uruguayo o la de Plaza Colonia como ganadores del Torneo Apertura. Como el tricolor desistió de participar, el lugar finalmente fue ocupado por Plaza. Esta fue la primera edición sin la participación de Nacional. 
En 2024 la final fue por primera vez disputada entre dos equipos "en desarrollo" cuando Liverpool y Defensor repitieron la final del Torneo Intermedio del año anterior, y nuevamente fue triunfo de Liverpool, accediendo de esa manera a su tercer título en esta competición. Al año siguiente, Nacional también llegó a su tercer título.

## Campeones

### Títulos por año
| Año           | Campeón             | Resultado    | Subcampeón                | Sedes de la final                          | Sedes de la final |
| ------------- | ------------------- | ------------ | ------------------------- | ------------------------------------------ | ----------------- |
| 2018 Detalles | Peñarol (CU)        | 3:1          | Nacional (CI)             | Estadio Centenario, Montevideo             |                   |
| 2019 Detalles | Nacional (CI)       | 1:1 (4:3 p.) | Peñarol (CU)              | Estadio Centenario, Montevideo             |                   |
| 2020 Detalles | Liverpool (CI)      | 4:2 (pró.)   | Nacional (CU)             | Estadio Domingo Burgueño Miguel, Maldonado |                   |
| 2021 Detalles | Nacional (CU y CI)  | 2:0          | Montevideo Wanderers (SI) | Estadio Centenario, Montevideo             |                   |
| 2022 Detalles | Peñarol (CU)        | 1:0 (pró.)   | Plaza Colonia (CA)        | Estadio Domingo Burgueño Miguel, Maldonado |                   |
| 2023 Detalles | Liverpool (SI)      | 1:0          | Nacional (CU y CI)        | Estadio Centenario, Montevideo             |                   |
| 2024 Detalles | Liverpool (CU y CI) | 1:0          | Defensor Sporting (SI)    | Estadio Alfredo Víctor Viera, Montevideo   |                   |
| 2025 Detalles | Nacional (CI)       | 2:1          | Peñarol (CU)              | Estadio Centenario, Montevideo             |                   |

- (CU): Campeón Uruguayo.
- (CI): Campeón Torneo Intermedio.
- (CA): Campeón Torneo Apertura.
- (SI): Subcampeón Torneo Intermedio.

### Títulos por equipo
| Equipo               | Títulos | Subtítulos | Años campeón     | Años subcampeón  |
| -------------------- | ------- | ---------- | ---------------- | ---------------- |
| Nacional             | 3       | 3          | 2019, 2021, 2025 | 2018, 2020, 2023 |
| Liverpool            | 3       | –          | 2020, 2023, 2024 | –                |
| Peñarol              | 2       | 2          | 2018, 2022       | 2019 , 2025      |
| Montevideo Wanderers | –       | 1          | –                | 2021             |
| Plaza Colonia        | –       | 1          | –                | 2022             |
| Defensor Sporting    | –       | 1          | –                | 2024             |

## Estadísticas

### Goleadores históricos
| Pos. | Jugador            | Goles | Part. | Prom. | Debut | Equipo(s)                      |
| ---- | ------------------ | ----- | ----- | ----- | ----- | ------------------------------ |
| 1    | Cristian Rodríguez | 2     | 3     | 0.67  | 2018  | Peñarol (2), Plaza Colonia (0) |
| 2    | Fidel Martínez     | 1     | 1     | 1,00  | 2018  | Peñarol                        |
| =    | Maxi Rodríguez     | 1     | 1     | 1,00  | 2018  | Peñarol                        |
| =    | Tabaré Viudez      | 1     | 1     | 1,00  | 2018  | Nacional                       |
| =    | Marcos Angeleri    | 1     | 1     | 1,00  | 2019  | Nacional                       |
| =    | Agustín Dávila     | 1     | 1     | 1,00  | 2020  | Liverpool                      |
| =    | Martín Correa      | 1     | 1     | 1,00  | 2020  | Liverpool                      |
| =    | Fabricio Díaz      | 1     | 1     | 1,00  | 2020  | Liverpool                      |
| =    | Leandro Fernández  | 1     | 1     | 1,00  | 2021  | Nacional                       |
| =    | Gonzalo Nápoli     | 1     | 1     | 1,00  | 2023  | Liverpool                      |
| =    | Thiago Vecino      | 1     | 1     | 1,00  | 2024  | Liverpool                      |
| =    | Nicolás López      | 1     | 1     | 1,00  | 2025  | Nacional                       |
| =    | Jeremía Recoba     | 1     | 1     | 1,00  | 2025  | Nacional                       |
| =    | Diego García       | 1     | 1     | 1,00  | 2025  | Peñarol                        |
| 3    | Felipe Carballo    | 1     | 1     | 0.50  | 2019  | Nacional                       |
| =    | Gonzalo Castro     | 1     | 2     | 0.50  | 2019  | Nacional                       |
| =    | Gonzalo Bergessio  | 1     | 2     | 0.50  | 2019  | Nacional                       |
| =    | Alan Medina        | 1     | 2     | 0.50  | 2020  | Liverpool                      |

### Clasificación histórica de puntos
- Actualizado a la edición 2025.

| Pos. | Equipo                     | Part. | Títulos | PJ | PG | PE | PP | GF | GC | Dif. | Pts. |
| ---- | -------------------------- | ----- | ------- | -- | -- | -- | -- | -- | -- | ---- | ---- |
| 1    | Liverpool F. C.            | 3     | 3       | 3  | 3  | 0  | 0  | 6  | 2  | +4   | 9    |
| 2    | C. A. Peñarol              | 4     | 2       | 4  | 2  | 1  | 1  | 6  | 4  | +2   | 7    |
| 3    | C. Nacional de F.          | 6     | 3       | 6  | 2  | 1  | 3  | 8  | 10 | -2   | 7    |
| 4    | C. Plaza Colonia de D.     | 1     | –       | 1  | 0  | 0  | 1  | 0  | 1  | -1   | 0    |
| 5    | Defensor Sporting C.       | 1     | –       | 1  | 0  | 0  | 1  | 0  | 1  | -1   | 0    |
| 6    | Montevideo Wanderers F. C. | 1     | –       | 1  | 0  | 0  | 1  | 0  | 2  | -2   | 0    |